# Sexaholics Anonymous
Sexaholics Anonymous (SA) is een twaalfstappenprogramma dat gebaseerd is op het herstelprogramma van de Anonieme Alcoholisten (AA), en bedoeld is voor wie wil stoppen met dwangmatig seksueel denken en gedrag.
Het hoofddoel is om seksueel nuchter te blijven en andere seksverslaafden te helpen om seksuele nuchterheid te bereiken. Het herstelprogramma vindt dat "de sexaholic iemand is voor wie lust een verslaving is geworden" en dat "de sexaholic zichzelf buiten de hele context heeft geplaatst van wat goed of fout is. Hij of zij heeft de controle verloren, heeft niet langer de macht om te kiezen en is niet vrij om te stoppen. Lust is een verslaving geworden."
De groep gebruikt het boek "Sexaholics Anonymous" als leidraad. Het boek staat ook wel bekend als het "Witte Boek". Voor het bewerkstelligen van de stappen tot herstel maakt de groep ook veel gebruik van het Big Book en de Twaalf Stappen en Twaalf Tradities van de Anonieme Alcoholisten.

## Seksuele nuchterheid
Binnen Sexaholics Anonymous wordt seksuele nuchterheid gedefinieerd als geen enkele vorm van seks met zichzelf of met personen anders dan de huwelijkspartner. "In het definiëren van nuchterheid spreken we niet voor degenen buiten Sexaholics Anonymous. We kunnen alleen voor onszelf spreken. Dus betekent seksuele nuchterheid voor de gehuwde sexaholic geen vorm van seks met zichzelf of iemand anders dan de huwelijkspartner. In SA's nuchterheidsdefinitie verwijst de term 'huwelijkspartner' naar iemands partner in een huwelijk tussen een man en een vrouw. Voor de ongehuwde sexaholic betekent seksuele nuchterheid vrij zijn van elke vorm van seks. En voor ons allemaal, alleenstaand en gehuwd, geldt dat seksuele nuchterheid ook het steeds verder overwinnen van lust inhoudt."
SA onderscheidt zich van andere twaalfstappenprogramma's voor seksuele verslaving door lust de drijvende kracht achter de verschillende uitingsvormen van de verslaving te noemen, en door een definitie te geven voor seksuele nuchterheid voor de sexaholic.

## Seksverslaving
Sexaholics Anonymous houdt zich enkel bezig met het persoonlijke herstel en de blijvende nuchterheid van individuele seksverslaafden die zich tot SA wenden voor hulp. SA is niet betrokken in onderzoek naar seksverslaving of medische of psychiatrische behandeling en onderschrijft geen enkel doel – alhoewel SA-leden kunnen deelnemen als individu.
SA heeft een beleid aangenomen van "samenwerking maar geen verbinding" met andere organisaties die begaan zijn met het probleem van seksverslaving. Sexaholics Anonymous is zelfvoorzienend door bijdragen van haar eigen leden en groepen en wijst bijdragen van buiten af. SA-leden behouden hun eigen anonimiteit op het niveau van pers, films en media.
Vanaf het begin zijn veel SA-leden gaan geloven dat seksverslaving een progressieve ziekte is – spiritueel en emotioneel (of mentaal), en ook lichamelijk. Sexaholics lijken de macht verloren te hebben om hun lust te kunnen beheersen.

## Oprichting
In 1974 las Roy Kuljian, een Amerikaanse schrijver die leed aan seksverslaving, een artikel over AA, genaamd "Alcoholism: New Victims, New Treatment" in het tijdschrift "Time" (22 april 1974). Hij herkende het ziektebeeld bij zichzelf, volgde het AA-programma en ontdekte dat zijn "drank" de seksuele lust was. Hij vond herstel door hetzelfde twaalfstappenprogramma te volgen.
Sexaholics Anonymous is door hem opgericht en kreeg in 1979 toestemming van AA om de twaalf stappen en twaalf tradities te gebruiken. Sexaholics Anonymous werd daarmee een officieel twaalfstappenprogramma.
SA bestaat in ongeveer 50 landen over de hele wereld en telt ongeveer 20.000 leden. Maar leden erkennen dat hun programma niet altijd werkt bij alle seksverslaafden, en dat sommigen professionele begeleiding of therapie nodig hebben.
De oprichter Roy Kuljian overleed aan kanker op 15 september 2009. Hij was seksueel nuchter sinds 31 januari 1976.

## Sexaholics Anonymous in Nederland
De eerste SA-groep in Nederland is opgericht in 1993 in Arnhem door een seksverslaafde vrouw. Zij had het programma leren kennen in Duitsland, waar reeds SA-groepen bestonden. In 1998 vertaalde zij het boek Sexaholics Anonymous uit het Engels. Deze groep heeft bestaan tot 2008. Toen hield de groep op te bestaan door gebrek aan belangstelling. In 2009 begon een seksverslaafde man uit in Den Haag een SA-groep, en nam de vertaling over van de groep uit Arnhem. In korte tijd volgden groepen in Amsterdam en Haarlem. In 2018 is een nieuwe vertaling van ‘Sexaholics Anonymous’ (“het Witte Boek”) gepubliceerd, waarvan in 2020 een gecorrigeerde tweede druk verscheen.
Momenteel bestaan er 13 actieve SA-groepen in Nederland in 9 steden: Amsterdam, Utrecht, Arnhem, Den Haag, Leiden, Zwolle, Alkmaar, Rotterdam en Eindhoven. De groep in Haarlem is inmiddels opgeheven evenals die in Groningen -die korte tijd geeft bestaan. Naast de zgn. face-to-face bijeenkomsten is er een dagelijkse telefonische bijeenkomst en per week een aantal online bijeenkomsten.